# 티미 페일러: 미스테이크스 워 메이드
티미 페일러: 미스테이크스 워 메이드(Timmy Failure: Mistakes Were Made)는 미국에서 제작된 토마스 맥카시 감독의 2020년 모험, 드라마, 가족 영화이다. 스테판 패스티스의 동명의 책 시리즈에 기반을 둔다. 2020년 2월 7일 디즈니+를 통해 데뷔하였다.

## 출연
- 오필리아 러비본드
- 월리스 숀
- 크레이그 로빈슨 (배우)
- 카일 본하이머